# Константін Бринковяну
Константін Бринковяну (рум. Constantin Brâncoveanu) — господар Волоського князівства (1688 — 15 серпня 1714). Син князя Матея Бринковяну з роду Крайовеску та Станкі Кантакузіно, племінник і наступник волоського господаря Щербана Кантакузіно. Був одружений з Марікою, донькою господаря Антонія Попешті (1669—1672).

## Зведення на престол

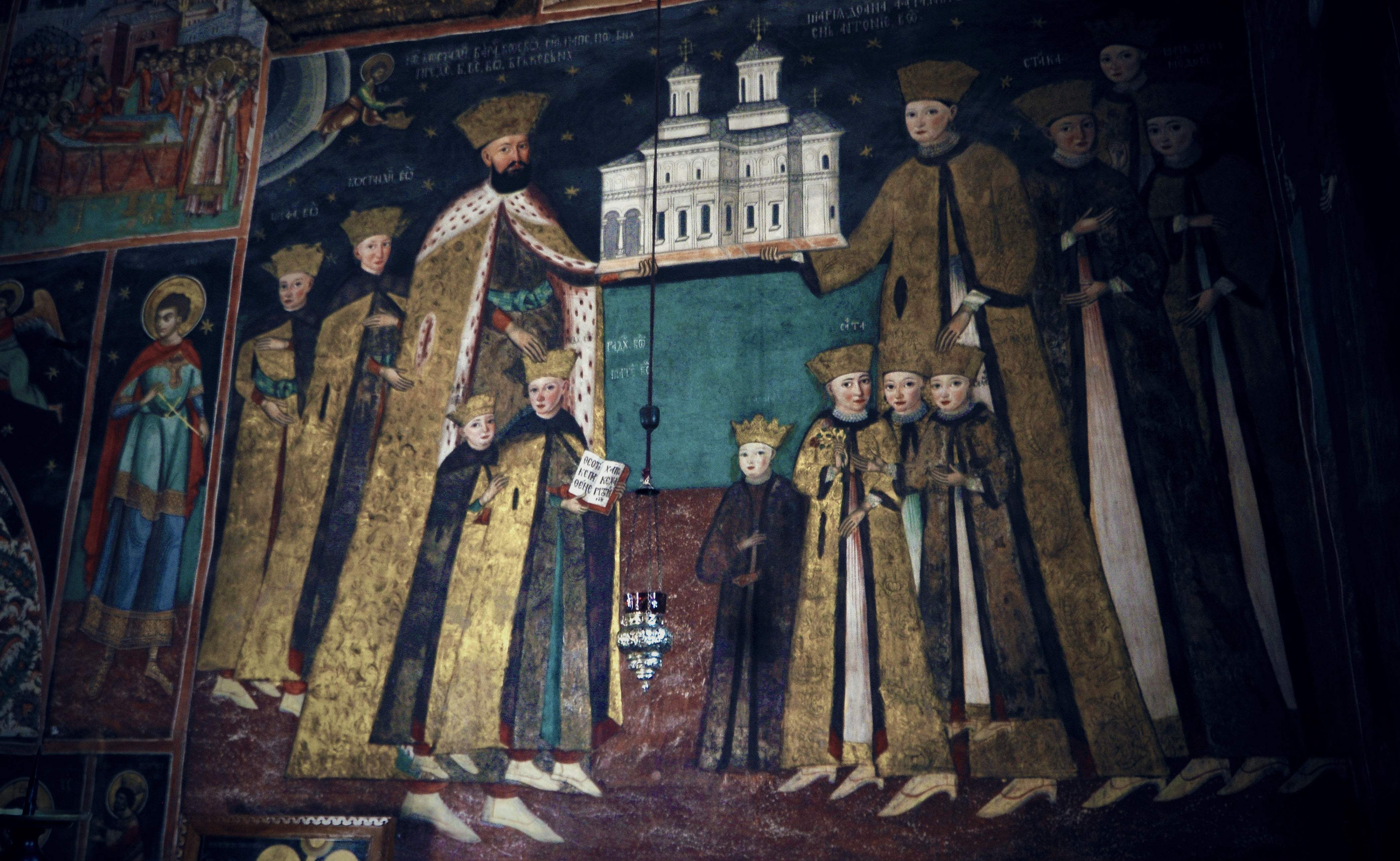
Константін Бринковяну та його родина, розписи 1709 року в монастирі Хорезу

У жовтні 1688 року після смерті свого дядька Щербана Кантакузіно Константін Бринковяну був зведений на господарський престол родиною Кантакузіно. У перші роки свого правління користувався підтримкою боярської партії Кантакузіно. Стольник Константін Кантакузіно був його радником із зовнішніх справ та головою канцелярії. Решта членів роду Кантакузіно засідали в господарській раді та командували волоської армією.

## Правління

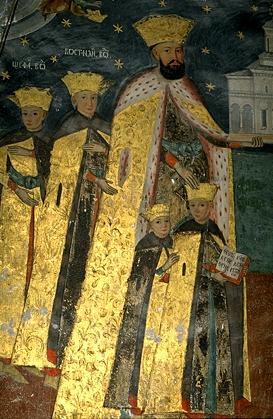
Святі Румунської православної церкви — Константін Бринковяну та його сини

Константін Бринковяну змушений був платити данину Порті вдвічі більше колишньої, а натомість отримав від турецького султана право на довічне правління і зробив спроби перетворити свою владу в спадкову. Через це в 1703 році господарь Константін Бринковяну посварився з могутньою боярської сім'єю Кантакузіно.
Спочатку Константін Бринковяну не став підтримувати трансильванського князя Ференца Ракоці, який підняв повстання проти Габсбургів, але після погіршення відносин з Австрією став підтримувати трансільванських повстанців. Підтримував добрі стосунки з молдавським господарем Константіном Дукою (1693—1695, 1700—1703), який одружився з його донькою. Однак з господарем Молдавії Константіном Кантемиром (1685—1693) і його синами Антиохом (1695—1700) і Димитрієм (1710—1711) був у натягнутих відносинах.
У політичному відношенні Бринковяну доводилося маневрувати між Османською імперією, Габсбургами та Московським царством. У 1689 році австрійські війська вступили в Волощину і захопили Бухарест. Константін Бринковяну звернувся за допомогою до турків і кримських татар. На допомогу волоському господарю прибутку турецько-татарські та молдовські війська. У серпні 1689 року разом з союзниками Константін Бринковяну брав участь у битві при Зирнешть, де австрійська армія була розгромлена. Австрійський командувач генерал Донат Гейслер був узятий в полон.
З 1703 року Бринковяну підтримував постійні політичні відносини з Петром I та за проросійські симпатії таємно отримав Орден Святого апостола Андрія Первозванного. Під час Прутського походу, однак, він зайняв вичікувальну позицію, почасти через непрості стосунки із молдавським господарем Димитрієм Кантемиром. Також загострилися відносини Бринковяну з сімейством Кантакузіно. Волоський господар наказав конфіскувати майно боярина Томи Кантакузіно і його прихильників, які втекли до Росії.
У березні 1714 року турецький султан Ахмед III змістив його з господарського трону і викликав у Стамбул, де, за повідомленнями його секретаря Антона Марії дель Кьяра, 15/26 серпня 1714 року Константін Бринковяну був замучений до смерті разом з його синами Константіном, Штефаном, Раду і Матеєм та з вірним другом господаря Константіна, великим скарбником Вакареску. Всі вони були обезголовлені, після чого їхні голови пронесли вулицями турецької столиці і викинули в Босфор. Християнські рибалки виловили останки з води і поховали їх в монастирі Халчі, поблизу від міста. Однією з причин його страти називали те що турки, сподівалися знайти величезні скарби, які він нібито накопичив, інша причина — відмова перейти в іслам; у зв'язку з цим Румунська Православна Церква зарахувала в 1992 році замученого господаря до лику святих.

## Культурний вклад
Переніс столицю держави з Тирговіште в Бухарест і розгорнув широку будівельну діяльність в своїх володіннях. Бринковяну був великим покровителем культури, його досягнення є частиною румунської і світової культурної спадщини. Під час його правління багато румунських, грецьких, слов'янських, арабських, турецьких та грузинських текстів було надруковано у створеній ним друкарні в Бухаресті, установі під наглядом Атима Іверійського, грузинського релігійного та культурного діяча. У 1694 році він заснував Королівську Академію Бухаресті.
У своїх релігійних і світських конструкціях, Бринковяну гармонійно поєднав монументальний живопис і місцеві традиції з нео-візантійським стилем та інноваційними ідеями італійського Відродження, що втілилося в Бринковянському стилі. Побудовані ним палац Могошоая і кілька монастирів (у тому числі Хорезу) виконані в цьому стилі. Константін Бринковяну сприяв здобуттю освіти його підданими, заохочував літописання, відкрив 4 друкарні, а також школи. Належить до відомої династії Бринковяну.

## Галерея

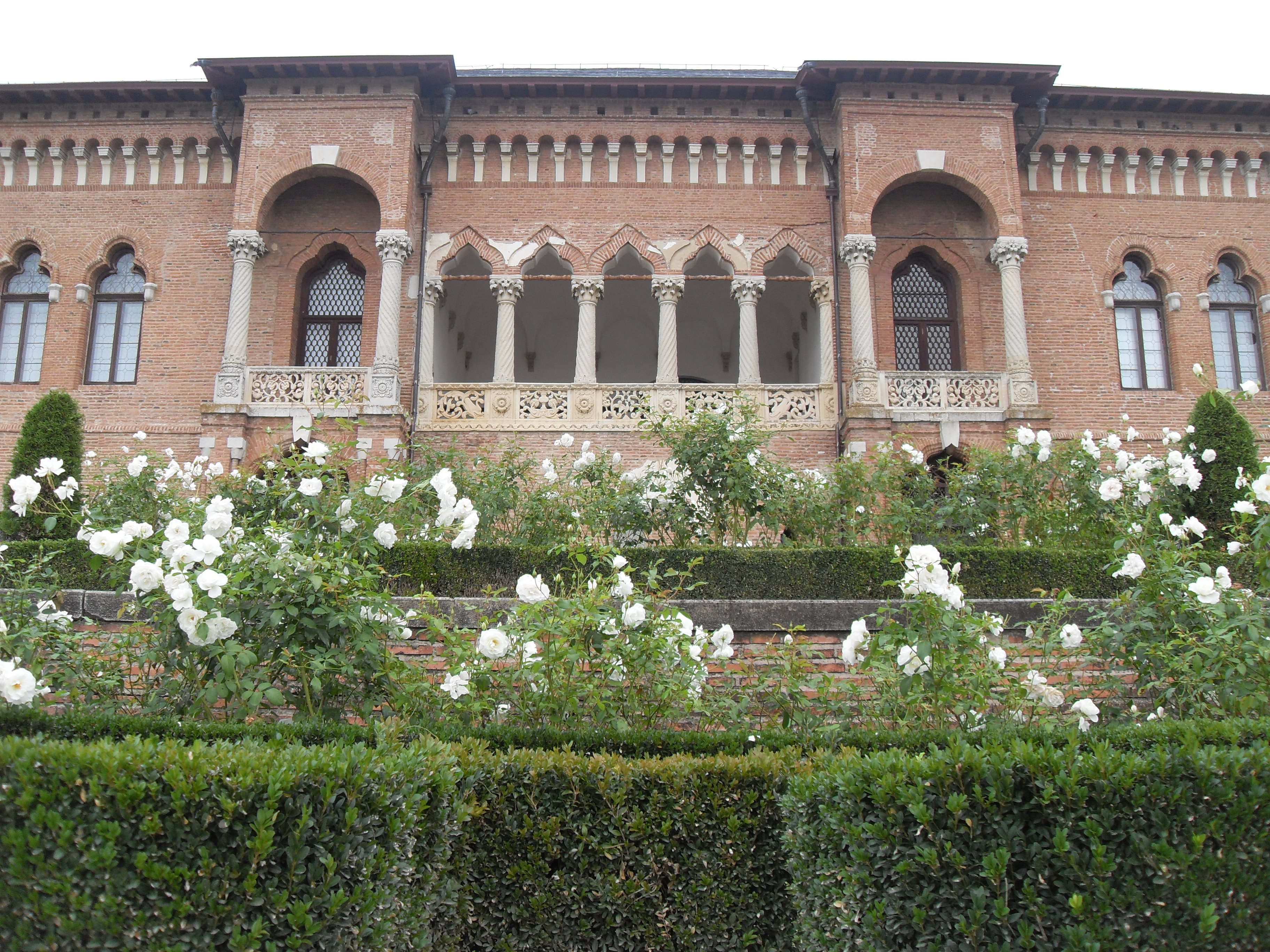
Палац Могошоая
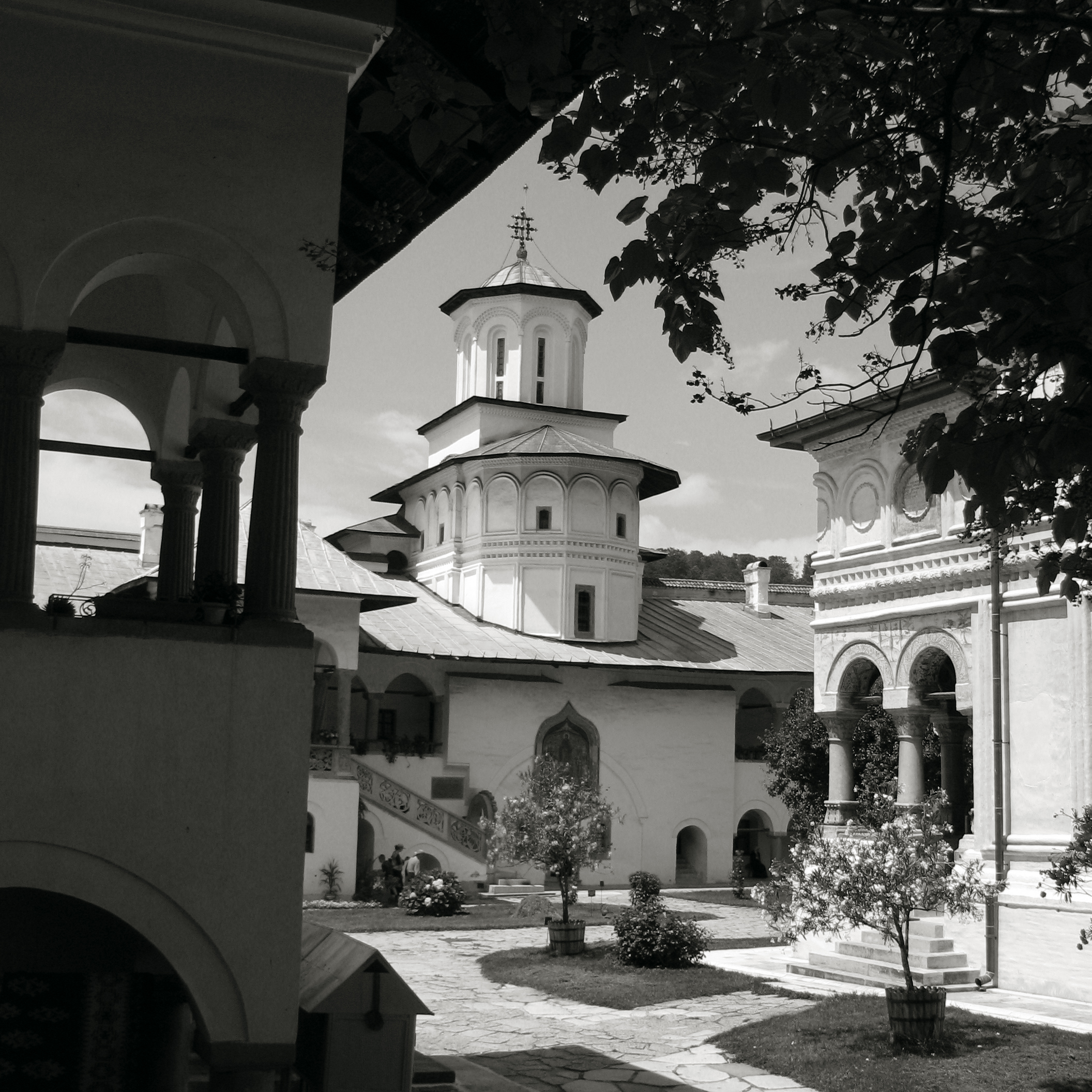
Монастир Хорезу
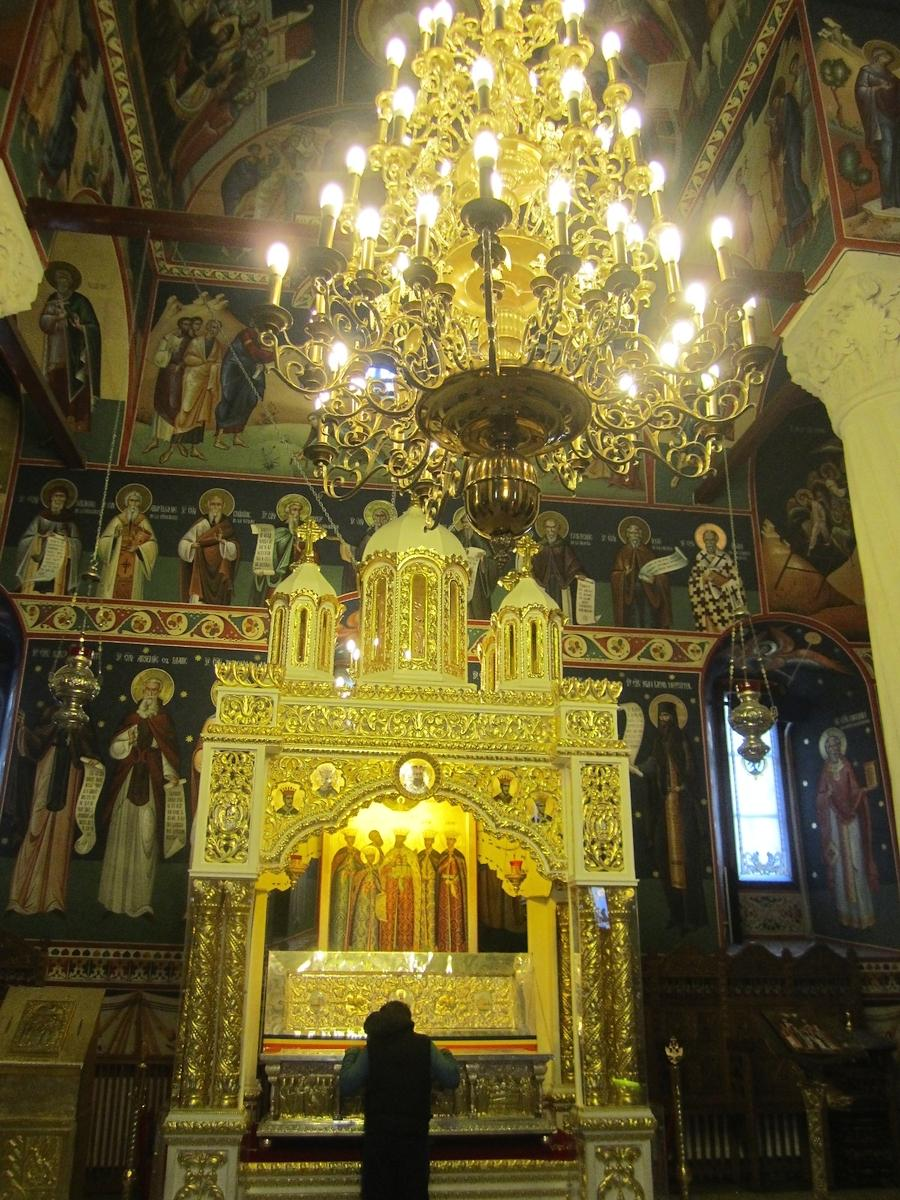
Гробниця Бринковяну в Св.-Георгіївській Новій церкві